# Estelle (1922)
El Estelle es una goleta de carga de tres mástiles, actualmente el mayor buque de vela registrado en Finlandia

## Características
Tiene el casco de acero, con una eslora de 41,74 m, una manga de 7,04 m y un calado máximo de 3,10 m, para un desplazamiento de 264 t. cuenta con un aparejo formado por tres mástiles y bauprés, y un motor diésel auxiliar de dos tiempos Burmeister & Wain de 180 kW

## Historial
Fue construido en el astillero Schulte & Bruns de Emden, Alemania en 1922 para ser utilizado como buque de pesca de en el mar Báltico con el nombre Vesta, fue rebautizado en 1954 como Westa y como  Mónica en 1959, recibiendo su actual nombre en 1961 es llamada Estelle. Su casco fue alargado en 1957 hasta los 53 m. fue utilizado hasta 1986 como un buque de carga, y luego entró en la posesión de Eestaas Ltd. que lo reparó y reconstruyó durante diez años. En 1994, se realizaron sus primeras pruebas de mar tras la restauración. Desde 1997, el buque está registrado como buque mercante finlandés, utilizándose también como buque escuela. Desde 1999 también cuenta con un certificado para viajes de altura. En 2002 realizó un viaje a Angola para exportar suministros de asistencia e importar productos de comercio justo operando de acuerdo a los ideales de comercio justo. En 2003, participó en el Tour de Greenpeace y en la Tall Ships Race del mismo año.
El Estelle se unió a la Sail Training International (STI) como Clase A en la primavera de 2005. El foro está destinado a la formación de las tripulaciones de los veleros más grandes del mundo, mejorar las operaciones y el desarrollo relacionados con otras grandes veleros.
El 27 de abril de 2010, el miembro de la tripulación del Estelle Jyri Jaakkola fue asesinado por paramilitares en México.
En 2012 la Estelle fue vendido al grupo sueco “Ship to Gaza Sweden” para realizar un intento de romper el bloqueo en la Franja de Gaza.
El Estelle zarpó desde el puerto de Nápoles en la denominada III Flotilla de la libertad. El 16 de octubre de 2012, realizó una escala en la isla griega Gavdos al sur de Creta, con 20 personas a bordo con rumbo a Gaza.
Soldados de la armada israelí asaltaron el buque el 19 de octubre de 2012 en coordenadas N31º 26’ E33º 45’, tomando el control del barco a 50 km de la costa de Gaza sin que hubiera resistencia por parte de la tripulación, acusando sin embargo miembros de la tripulación a los israelíes de conducirse de forma extremadamente violenta
En la operación, el Estelle, fue rodeado por entre cinco y seis buques de guerra israelíes, siendo posteriormente trasladado al puerto israelí de Ashdod, donde los activistas fueron entregados a la policía. La tripulación, estaba compuesta por 11 suecos, 2 finlandeses, 5 Griegos, 4 noruegos, 3 israelíes, 3 españoles – Entre ellos Ricardo Sixto, diputado de Izquierda Unida por valencia-, un canadiense –Diputado retirado- y un italiano.
Con la acción, los tripulantes querían ayudar a poner fin al bloqueo israelí que desde 2007 sufre la franja de Gaza. La carga del Estelle, estaba compuesta por 41 toneladas de cemento para construcción, equipos médicos, libros infantiles, instrumentos musicales y 300 pelotas de fútbol.
Con fecha 31 de agosto de 2014, un tribunal israelí emitió un veredicto en el caso de la organización Ship to Gaza Suecia (miembro de la Flotilla de la Libertad) contra el gobierno israelí, con respecto a los derechos sobre el velero Estelle. El veredicto es totalmente favorable a la demanda de Ship to Gaza.
Cuando Ship to Gaza inició el caso con una demanda para que se le devolviera el Estelle, el estado de Israel contestó a su vez con una demanda para mantener el barco confiscado. Sin embargo, el tribunal la ha rechazado y a su vez ha reconocido los derechos de la organización. Además, ha condenado al estado de Israel a pagar las costas legales. Esta sentencia puede ser recurrida y todavía el velero no ha podido abandonar el puerto de Ashdod.